# St. Robert
St. Robert – miasto w Stanach Zjednoczonych, w stanie Missouri, w hrabstwie Pulaski.